# Pierre Levée (Fontaine-les-Bassets)
Pour les articles homonymes, voir Pierre levée.
La Pierre Levée, appelée aussi Pierre Pleureuse, est un dolmen situé à Fontaine-les-Bassets dans le département français de l'Orne..

## Historique
L'édifice fait l’objet d’un classement au titre des monuments historiques depuis le 24 avril 1934.

## Description
Le dolmen comporte une table de couverture en grès de 4 m de long sur 3,70 m de large, inclinée, qui ne repose plus que sur un seul support. Deux autres dalles de 2,75 m de longueur ont été enfouies, à l'est, lors de fouilles effectuées en 1815.